# IC2 (DSB)
 For alternative betydninger, se IC2. (Se også artikler, som begynder med IC2)
IC2, litreret MP-FP, er et togsæt produceret i 23 eksemplarer af AnsaldoBreda i Italien for DSB. Togsættet, der består af to vogne, er i samme serie som IC4, og det er meningen, at IC2 på sigt skal kunne sammenkobles hermed. Der er computerstik ved alle sæder og flexvogn med niveaufri indstigning. Det første IC2-togsæt forlod produktionshallen i Pistoia i juni 2010. Et år senere, i sommeren 2011, kom det første togsæt, MP 5704, til Danmark men overdroges først til DSB i slutningen af 2011, hvorefter driftssimuleringen påbegyndtes.
Ligesom IC4-togene var også IC2 forfulgt af leveringsvanskeligheder, og i oktober 2011 – da det første togsæt endnu ikke var overdraget til DSB – konkluderede Atkins, at IC2-programmet burde stoppes, men ifølge DSB var det ikke juridisk muligt at komme ud af kontrakten. De 23 IC2-togsæt skulle oprindelig været leveret i 2004 og 2005, men som følge af det økonomiske og juridiske forlig fra 2009 mellem DSB og AnsaldoBreda justeredes sidste levering til udgangen af 3. kvartal 2012, hvilket efterfølgende ændredes til juni 2013. Ifølge DSB skyldtes de forsinkede leverancer mangel på komponenter hos AnsaldoBredas underleverandører.
IC2 sattes i drift den 12. november 2012 mellem Kolding og Vejle. I december 2012 kørte to IC2-togsæt endvidere sammenkoblede for første gang i almindelig drift, og samme måned indgik DSB og AnsaldoBreda aftale om slutleverancerne, der bl.a. indebar, at det sidste IC2-togsæt leveredes ultimo oktober 2013. IC2 indsattes endvidere i regionaltrafikken på Vestfyn fra december 2013. Den 5. december 2014 konkluderede en uafhængig rapport igangsat af DSB og udarbejdet af det schweiziske konsulentfirma Prose og de schweiziske statsbaner SBB, at IC2 er en dårlig investering, men at toget fortsat bør videreudvikles. I august 2016 tog DSB alle IC2-togsæt ud af drift og forventede, at en evt. genindsætning ville være begrænset. Senere i august oplyste DSB i forbindelse med resultatet for 1. halvår 2016, at alle 23 IC2-togsæt udfases straks, og at de 23 togsæt blev nedskrevet.

## Baggrund
| IC2 MP 5708 (til venstre) og IC4 MG 5866 (til højre) |  | IC2 MP 5708 (til venstre) og IC4 MG 5866 (til højre) |
| IC2 MP 5708 (til venstre) og IC4 MG 5866 (til højre) |  |                                                      |

Finansudvalget tilsluttede sig i november 2000, at DSB anskaffede 90-100 IC4-togsæt, men der bestiltes kun 83. I sammenhæng med anskaffelsen af mindre tog til Odense-Svendborgbanen var der ifølge DSB både driftsmæssige og økonomiske fordele ved at konvertere bestillingen til 23 tovognstog, især fordi tovognstog er særligt velegnede til strækninger og tidspunkter med et begrænset antal passagerer. I november 2002 bestilte DSB på denne baggrund 23 IC2-togsæt til levering i 2004-2005 som et tillæg til kontrakten om IC4-togene, hvoraf ni togsæt skulle indsættes mellem Odense og Svendborg og 14 togsæt i fjerntrafikken.
Ved kontraktindsgåelsen var det endvidere forudsat, at IC2 skulle kunne kobles sammen med IC4-togene med mulighed for at dele toget op på turen gennem landet, så IC2-togsættene kunne fortsætte på andre strækninger. Dermed ville der i stadig større omfang kunne tilbydes rejser uden togskift, sådan som DSB lagde op til i planen Gode Tog til Alle.

## Teknik, design og indretning
IC2 deler teknik og design med IC4 og er således udrustet med to højtydende og energieffektive V8-dieselmotorer fra Iveco, der i alt yder 1120 kW med common rail direkte indsprøjtning. Ligesom IC3 og IC4 er vognkasserne bygget af aluminium, og de fast sammenkoblede vogne er monteret på en fælles bogie.
Designet er resultatet af et samarbejde mellem DSB's designteam – med vægt på nordiske designtraditioner – og det italienske designfirma, Pininfarina, der bl.a. er kendt for at designe Ferrarisportsvogne. Som følge af togets design kan der ikke etableres gennemgang mellem flere sammenkoblede togsæt.
Indvendigt er toget primært indrettet med sæder vis a vis og i flyopstilling. Der er elektronisk pladsreservationssystem og internet. IC2 har to toiletter svarende til et toilet for hver 57 passagerer ved 100 % belægning, hvilket er gunstigere end i IC4 og IC3, der er udrustet med et toilet for henholdsvis hver 68 og 72 passagerer.

## Atkins-rapporten (2011)
For at afdække hvordan driftskvaliteten på IC4-togene kunne forbedres og hvilke yderligere tiltag, der kunne iværksættes for at få det optimale ud af IC4-togene, bestilte Transportudvalget i maj 2011 en rapport fra Atkins. I rapporten konkluderede Atkins bl.a., at IC2-projektet burdes stoppes, fordi der var risiko for, at IC2-leverancen – der på daværende tidspunkt slet ikke var påbegyndt – ville have en ugunstig indflydelse på IC4-programmet pga. afledt ledelsesfokus kombineret med konkurrerende behov for resurser og teknisk ekspertise. DSB oplyste efterfølgende, at man havde undersøgt muligheden hos AnsaldoBreda for at ophæve IC2-kontrakten, men at det ikke var juridisk muligt at komme ud af kontrakten.
| „ | Fra et teknisk perspektiv kan argumenteres for, at IC2-programmet bør standses. Imidlertid er vi klar over, at der kan være sunde legale, kommercielle og operationelle årsager til at fortsætte projektet. | “ |
|   | — Atkins-rapporten (oktober 2011) |   |

## Driftssimulering
DSB modtog tilladelse fra Trafikstyrelsen den 3. maj 2012 til driftssimuleringskørsel uden passagerer til togsættet MP 5704. Driftssimuleringen startede den 29. maj 2012 for at afdække eventuelle tekniske fejl og foregik bl.a. ved, at togsættet havde 14,5 ton vand om bord for at efterligne en tur med passagerer i myldretiden. Den 25. juli 2012 modtog DSB tilladelse til driftssimuleringskørsel for yderligere fire togsæt, hvorefter det var muligt at teste togene i sammenkoblet kørsel.
| „ | Set fra lokoførerperspektiv er IC2 og IC4 meget identiske at køre. Én enkelt forskel springer dog i øjnene: IC2 synes at reagere en lille smule hurtigere på impulserne fra førerrummet. Derudover er den positive nyhed, at man som lokofører bliver konfronteret med langt færre fejlmeldinger, end det var tilfældet med IC4-materiellet. | “ |
|   | — Testfører Jakob Griffel (juni 2012) |   |

Pr. 31. december 2013 indgik 13 af de 23 togsæt i driftssimuleringspuljen. Heraf var 2 togsæt under driftssimulering, 8 togsæt havde tilladelse til driftssimulering og planlagdes driftssimuleret, og 3 togsæt afventede tilladelse til driftssimulering.

## Levering og indsættelse
Det første IC2-togsæt skulle oprindeligt have været i drift i slutningen af 2004. Mens de første IC4-tog sattes i drift i 2007, var det først i juni 2010, at det første IC2-togsæt forlod produktionshallen i Italien. Det første togsæt, MP 5704, kom til Padborg den 19. juli 2011 med henblik på bl.a. ATC-test men overdroges først formelt til DSB i november samme år. Pr. 9. oktober 2012 var i alt 8 IC2-togsæt leveret til DSB, hvoraf de 6 havde tilladelse til driftssimulering.
IC2 sattes i drift den 12. november 2012 mellem Kolding og Vejle, da det første tog afgik fra Kolding kl. 12.53. Frem til den 9. december 2012 kørte op til to togsæt fem daglige afgange mandag-fredag. Ifølge DSB's statusrapport for december 2012 var det meningen, at op til fire IC2-togsæt skulle indsættes i drift mellem Aalborg og Frederikshavn i løbet af 2013 foruden de to togsæt, der allerede var i drift mellem Kolding og Vejle. Ifølge statusrapporten for februar 2013 skulle der være fire togsæt i drift fra den 2. april 2013, men ifølge statusrapporten for april 2013 var indsættelsen af yderligere togsæt ud over de to togsæt, som i forvejen var indsat mellem Kolding og Vejle, udskudt til efter sommerferien 2013.
Ifølge DSB havde AnsaldoBreda navnlig i 2013 store udfordringer med at få komponenter til at færdigbygge togsættene og endvidere koordineringsproblemer i deres interne produktionslinjer specielt med værkstedet i Reggio. I efteråret 2012 forventedes det, at 10-12 togsæt var leveret i december 2012. I august 2013 oplyste DSB, at AnsaldoBreda forventede at levere det 23. og sidste togsæt inden deadline ultimo oktober 2013. Togsættet overdroges formelt til DSB den 24. oktober 2013.
Ifølge DSB udestod i efteråret 2013 en mindre opgradering af togene på værkstedet i Randers, som dog var beskeden i forhold til opgraderingen af IC4-togene. Ved udgangen af oktober 2013 var seks tog godkendt til at køre med passagerer, syv tog driftssimuleredes, og de resterende 10 forventedes godkendt til passagerkørsel i løbet af første kvartal 2014.
I juni 2014 var 11 togsæt fortsat under driftssimulering. De resterende 12 togsæt var godkendt til passagerkørsel. Målsætningen var at have 4 togsæt i drift ad gangen og yderligere 3 togsæt i driftsreserve. I juni var imidlertid kun et enkelt togsæt til rådighed for driften, fordi de togsæt – der var godkendt til passagerkørsel – var disponeret således: 6 togsæt var i gang med at blive repareret, 3 var under planlagt kilometerbaseret eftersyn, og 2 togsæt var under sikkerhedsinspektion (7-døgnsinspektion).
Ultimo november 2014 var alle 23 IC2-togsæt godkendt til at køre med passagerer. Heraf driftssimuleredes 11 togsæt, 2 benyttedes til TCMS (opgradering af togcomputeren), 1 var til kilometerbaseret eftersyn og 2 togsæt var i gang med at blive ombygget eller repareret. 7 togsæt var til rådighed for driften, der behøvede 5 togsæt inkl. driftsreserve for at gennemføre den planlagte køreplan.
I foråret 2015 var der ifølge DSB 253 ugentlige afgange med IC2 fordelt på følgende strækninger:
- Odense-Fredericia: 213 ugentlige afgange svarende til gennemsnitligt 30 om dagen
- Kolding-Vejle: 40 ugentlige afgange svarende til gennemsnitligt ca. 6 om dagen

I alt var der i foråret 2015 således ca. 36 daglige afgange med IC2 svarende til ca. 1084 afgange om måneden.

## Driftsstabilitet

### 2012
Ifølge DSB var driften med IC2 i december 2012 ikke tilfredsstillende. Der blev kørt 1275 km med 7 tekniske hændelser og 2 nedbrud svarende til 182 km mellem hændelser og 637 km mellem nedbrud. Fejltyperne udgjorde problemer med dør- og skydetrin, Power Pack (motorsystemet) og IDU (computersystemets datadiagnoseenhed, integrated diagnostic unit).
I december 2012 gennemførtes 124 ud af 230 planlagte afgange med IC2 svarende til 54 % fordelt på 25 % i uge 49, 52 % i uge 50 og 62 % i uge 51. For de gennemførte afgange i december 2012 var rettidigheden 96 % og pålideligheden 98 %.
| 2012                        | Uge 49 | Uge 50 | Uge 51 |
| --------------------------- | ------ | ------ | ------ |
| Antal togafgange planlagt   | 20     | 105    | 105    |
| Antal togafgange realiseret | 5      | 54     | 65     |

| 2012                      | December |
| ------------------------- | -------- |
| Antal planlagte afgange   | 230      |
| Antal realiserede afgange | 124      |
| Rettidighed (%)           | 96       |
| Pålidelighed (%)          | 98       |
| Km mellem nedbrud         | 637      |
| Km mellem hændelser       | 182      |

### 2013
I perioden 15. januar – 28. februar 2013 var målsætningen tre togsæt klar til drift hver dag inkl. rotationskørsel. I samme periode var det faktiske antal tog leveret til driften mellem 0 (16.-24. januar) og 4 (den 15. og 29. januar samt 25. og 26. februar 2013). I januar 2013 kørte IC2-togene 3527 km i drift mellem tekniske hændelser, der forsinkede toget med mere end 5 minutter. I februar 2013 forbedredes niveauet til 10.802 km for efterfølgende at falde til 6246 km mellem hændelser i april. I januar 2013 var der et nedbrud for hver 17.634 km i drift, som indebar, at et tog måttes tages ud af drift. Hverken i februar, marts eller april 2013 var der nedbrud. Fejltyperne på togene har hidtil relateret sig til dør- og skydetrin, klimaanlægget, motorernes power pack og IDU-skærmen i førerrummet.
Km mellem hændelser og km mellem nedbrud er siden september opgjort "år til dato".
Kolonnerne i tabellen nedenfor markeret med en streg (-) markerer for juli og august, at togene ikke var i drift pga. ændringer i trafikken som følge af sporarbejder. For maj-juni og september-december markerer stregen, at togene var i drift, men at der ikke er offentliggjort data for perioden.
| 2013                                   | Jan.   | Feb.          | Mar.          | Apr.          | Maj | Jun. | Jul. | Aug. | Sep.   | Okt.   | Nov.   | Dec.   |
| -------------------------------------- | ------ | ------------- | ------------- | ------------- | --- | ---- | ---- | ---- | ------ | ------ | ------ | ------ |
| Planlagt produktion (km)               | 16.802 | 15.176        | 16.802        | 115.710       | -   | -    | -    | -    | -      | -      | -      | -      |
| Faktisk produktion (km)                | 14.850 | 20.417        | 2162          | 9773          | -   | -    | -    | -    | -      | -      | -      | -      |
| Faktisk produktion dagsgennemsnit (km) | 479    | 658           | 70            | 326           | -   | -    | -    | -    | -      | -      | -      | -      |
| Rettidighed (%)                        | 96,1   | 98,3          | 93            | 97,1          | -   | -    | -    | -    | 94,0   | 91,1   | 95,4   | 96,1   |
| Pålidelighed (%)                       | 98,1   | 98,9          | 97            | 98,8          | -   | -    | -    | -    | 98,6   | 92,2   | 87,8   | 97,2   |
| Km mellem nedbrud                      | 17.634 | Ingen nedbrud | Ingen nedbrud | Ingen nedbrud | -   | -    | -    | -    | 34.673 | 30.892 | 24.617 | 25.787 |
| Km mellem hændelser                    | 3527   | 10.802        |               | 6246          | -   | -    | -    | -    | 3936   | 5149   | 4923   | 4403   |

### 2014
Også i 2014 døjede IC2 især med lav pålidelighed (dvs. antal planlagte tog der realiseres). Pålideligheden har hidtil været højest i november (89,0 %) og lavest i juni (26,2 %) svarende til, at tre ud af fire afgange med IC2 måtte aflyses eller realiseres med anden togtype. Ifølge DSB påvirkedes pålideligheden af et øget fokus på IC4-leverancen. Gennemsnitligt var rettidigheden 73,9 % sammenlignet med 97,2 % i 2013.
Rettidigheden var lavest i oktober (81,8 %) og højest i maj (96,6 %). Gennemsnitligt var rettidigheden 90,6 % sammenlignet med 96,1 % i 2013.
I marts kørte IC2 4180 km mellem tekniske hændelser, der forsinkede togene i mere end 5 minutter og 59 sekunder. I juni var tallet faldet til 1935 km. I juli øgedes det til 2054 km for igen at falde til 1538 km i september. Antal km mellem nedbrud varierede fra 25.000 i januar og marts til 6000 i februar. I juli og august var der hhv. 10.000 og 13.342 km mellem nedbrud. Gennemsnitligt kørte IC2 2794 km mellem hændelser sammenlignet med 4403 km i 2013. Gennemsnitligt var der 15.832 km mellem nedbrud sammenlignet med 25.787 km i 2013.
| 2014                     | Jan.   | Feb. | Mar.   | Apr.   | Maj  | Jun. | Jul.   | Aug.   | Sep.   | Okt.   | Nov.    | Dec.   | ÅTD    |
| ------------------------ | ------ | ---- | ------ | ------ | ---- | ---- | ------ | ------ | ------ | ------ | ------- | ------ | ------ |
| Rettidighed (%)          | 89,2   | 89,5 | 95,1   | 93,5   | 96,2 | 96,6 | 90,1   | 91,0   | 88,6   | 81,8   | 90,8    | 94,3   | 90,6   |
| Pålidelighed (%)         | 69,3   | 83,8 | 87,8   | 80,0   | 67,6 | 26,2 | 45,0   | 80,1   | 78,3   | 88,8   | 89,0    | 76,1   | 73,9   |
| Km mel. hændelser (MDBF) | 2784   | 3437 | 4180   | 3174   | 2155 | 1935 | 2054   | 1668   | 1538   | 6369   | 15.626  | 8956   | 2794   |
| Km mel. nedbrud          | 25.059 | 6015 | 25.078 | 25.395 | 9337 | 9674 | 10.269 | 13.342 | 12.304 | 61.144 | 140.630 | 44.780 | 15.832 |

### 2015
| 2015                       | Jan.   | Feb.   | Mar.   | Apr.   | Maj  | Jun. | Jul. | Aug.   | Sep.   | Okt.   | Nov.   | Dec.   | ÅTD     |
| -------------------------- | ------ | ------ | ------ | ------ | ---- | ---- | ---- | ------ | ------ | ------ | ------ | ------ | ------- |
| Planlagt produktion (km)   | -      | -      | -      | -      | -    | -    | -    | -      | -      | -      | -      | -      | -       |
| Realiseret produktion (km) | 53.630 | 46.873 | 56.138 | 51.424 | 7103 | 9058 | 0    | 32.626 | 49.000 | 53.000 | 41.000 | 32.000 | 431.842 |
| Rettidighed (%)            | 90,6   | 94,8   | 92,8   | 87,2   | 93,9 | 97,2 | -    | 87,5   | 91,7   | 85,8   | 82,3   | 91,8   | 89,8    |
| Km mellem hændelser (MDBF) | 2554   | 5859   | 3509   | 5142   | 1776 | 4529 | -    | 3263   | 3500   | 3100   | 6900   | 4000   | 3700    |
| Km mellem nedbrud          | 10.726 | -      | 56.138 | 51.424 | 7103 | 9058 | -    | 32.626 | 12.300 | 8800   | 41.500 | 32.300 | 22.900  |

### 2016
Fra og med 2016 opgøres rettidighed i DSB's månedlige statusrapporter til Transport- og Bygningsministeriet og Folketinget ud fra det skærpede mål 2:59 i henhold til trafikkontrakten mellem DSB og ministeriet. Hidtil har IC2's rettidighedsdata været opgjort ud fra kriteriet 4:59. Endvidere er rettidigheden opgjort i 'togrettidighed', der er inkl. aflysninger. Km mellem hændelser defineres også ud fra kriteriet 2:59. Data fra og med 2016 er derfor ikke sammenlignelige med tidligere år. Km mellem nedbrud offentliggøres ikke længere.
| 2016                             | Jan.   | Feb.   | Mar.   | Apr.   | Maj    | Juni   | Juli   | ÅTD     |
| -------------------------------- | ------ | ------ | ------ | ------ | ------ | ------ | ------ | ------- |
| Realiseret produktion (km)       | 35.000 | 25.000 | 30.000 | 25.000 | 15.000 | 20.000 | 15.000 | 165.000 |
| Togrettidighed, 2:59 (%)         | 64,6   | 72,3   | 68,1   | 62,7   | 56,4   | 53,8   | 79,9   | 65,4    |
| Km mellem hændelser, 2:59 (MDBF) | 2600   | 1578   | 1335   | 2163   | 2026   | 1129   | 1406   | 1656    |

## Udfasning og afskrivning (2016)
Den 23. august 2016 i forbindelse med resultatet for 1. halvår 2016 oplyste DSB, at alle 23 IC2-togsæt udfases straks, og at de 23 togsæt blev nedskrevet for 673 mio. kr. inkl. afskrivning af 5 hensatte IC4-togsæt. Dermed fik IC2 kun knap 4 år på de danske skinner.
| „ | IC2-togsættene lever ikke op til de krav til stabilitet, som er en forudsætning for anvendelse i togdriften. Samtidig reduceres afhængigheden af både IC4 og IC2 med de planlagte materielinvesteringer – i første omgang nye el-lokomotiver. Alle 23 IC2-togsæt udfases derfor straks, og der foretages en nedskrivning af de 23 togsæt (...) | “ |
|   | — DSB's rapport for 1. halvår 2016 (23. august 2016) |   |

I følge Nyhedsmagasinet Ingeniøren har DSB solgt tre togsæt (uden garanti) til den rumænske togoperatør Astra Vagoane Calatori. Hvis de rumænske myndigheder godkender togene, vil firmaet købe yderligere 12 togsæt af DSB.

## Milepæle
- 2011: Det første togsæt, MP 5704, kommer til Danmark hen over sommeren med henblik på indledende tests. Det overdrages til DSB i slutningen af året.
- 2012: I maj får DSB tilladelse til at driftssimulere det første togsæt, og i november indsættes IC2 i almindelig drift.
- 2013: I oktober leverer AnsaldoBreda det 23. og sidste togsæt inden deadline ultimo oktober. Fra køreplansskiftet i december betjenes to togsystemer af IC2: Vejle-Fredericia-Kolding og Odense-Fredericia.
- 2016: Alle 23 IC2-togsæt tages ud af drift, udfases og nedskrives straks.[21]
- 2017: Et togsæt blev sendt til Danmarks Jernbanemuseum som museumsgenstand.[67]

## Galleri
- Togsæt 01 i Aarhus
- Togsæt 16 i Aarhus
- Togsæt 19 i Aarhus
- Togsæt 19
- Motor-bogie på togsæt 19